# Mahamadou Djéri Maïga
Mahamadou Djéri Maïga, né en 1972 à Ansongo et mort le 22 octobre 2018 à Bamako, est un homme politique malien.

## Biographie
Mahamadou Djéri Maïga naît vers 1972 dans la région d'Ansongo et est issu de la communauté des Songhaïs.
En 1994, il rejoint le mouvement Ganda Koy.
En 2010, alors qu'il est professeur d'anglais au collège de Kidal, Mahamadou Djéri Maïga participe à la fondation du Mouvement national de l’Azawad (MNA), qui en 2011 devient le Mouvement national de libération de l'Azawad (MNLA). Il devient le vice-président du mouvement, dont il est un des rares responsables non-Touaregs.
En 2012 après le début de la guerre du Mali, il est désigné chef politique de la région de Tombouctou, mais il s'enfuit à Ouagadougou, la capitale du Burkina Faso, lorsque Tombouctou tombe aux mains des djihadistes. Il reste alors dans la capitale burkinabée, où il participe aux négociations, notamment celles qui aboutissent à l'accord de Ouagadougou, conclu le 18 juin 2013.
Le 20 juin 2015, Mahamadou Djéri Maïga représente la Coordination des mouvements de l'Azawad (CMA) lors de la cérémonie de la signature de l'accord d'Alger, à Bamako. Il donne alors l'accolade au président malien Ibrahim Boubacar Keïta,. À partir de 2015, il représente la CMA au comité de suivi de l'accord de paix (CSA), chargé de superviser sa mise en œuvre.
Le 1er octobre 2015, il est arrêté à l'aéroport international de Ouagadougou à la suite d'allégations qui portent à croire qu'il allait fournir un appui logistique au coup d'État de 2015 au Burkina Faso. Entendu quelques heures, il est ensuite libéré.
Mahamadou Djéri Maïga meurt à Bamako dans la nuit du 22 au 23 octobre 2018, des suites d'une maladie. 

### Famille
Mahamadou Djéri Maïga était marié et père de quatre enfants.